# Julie Rogers (cantante)
Julie Rogers, nata Julie Rolls (Bermondsey, 6 aprile 1943), è una cantante britannica.
È conosciuta per la signature song The Wedding (1964), che ha venduto milioni di copie nel mondo arrivando in prima posizione in Australia, in seconda nei Paesi Bassi, in terza nella Official Singles Chart ed in decima in Austria e nella Billboard Hot 100. The Wedding è la versione inglese della canzone in lingua spagnola La novia, scritta da Joaquin Prieto e incisa nel 1961 da suo fratello, il cantante e attore cileno Antonio Prieto.
In Italia è conosciuta per aver eseguito la canzone You Never Told Me, di Alberto Sordi, Robert Mellin e Piero Piccioni per la colonna sonora di Fumo di Londra, film diretto e interpretato nel 1966 da Alberto Sordi. La versione italiana di questa canzone, intitolata Breve amore, fu incisa da Mina.
Julie Rogers sposò nel 1968 il compositore Teddy Foster (1908-1984), maggiore di lei di trentacinque anni. I due rimasero legati tutta la vita; dopo la morte di lui per insufficienza renale, la cantante sposò Michael Black.

## Discografia
Album
- The Sound of Julie (1965)
- Contrasts (1966)
- Songs of Inspiration (1967)
- Once More with Feeling (1970)
- My Name is Julie (1976)
- Sing Another Song (2003)